# Ирано-китайский договор о всестороннем сотрудничестве
Ирано-Китайский договор о всестороннем сотрудничестве был подписан в Тегеране 27 марта 2021 года.
Договор подписан сроком на 25 лет, в подписании участвовали Министр иностранных дел Китайской Народной Республики Ван И с одной стороны и Министерство иностранных дел (Иран) в лице руководителя этого ведомства Мохаммада Джавада Зарифа.
Участие в этом договоре для Ирана в том числе означает участие этой страны в программе «Один пояс и один путь», инициатором которой в 2010-х года стал Китай.
Обсуждение нынешнего договора было начато сторонами 10 октября 2020 года в ходе визита Мохаммада Джавада Зарифа в Китай. Перед этим 24 июня 2020 года МИД Ирана высказался в ходе видеоконференции о том, что рассчитывает на подписание двадцатипятилетнего договора о сотрудничестве в ближайшее время. При этом детали будущего договора не раскрывались до его подписания.

## Комментарии сторон
Как отметил после подписания договора Ван И, взаимоотношения между Китаем и Ираном носят стратегический характер и установились давно. Со стороны МИДа Ирана было отмечено, что первые переговоры по такого рода соглашению были начаты ещё в 2016 году.

## Развитие китайско-иранских международных отношений
Официально китайско-иранские международные отношения начались в 1937 году, с современным Ираном Китай так или иначе сотрудничает с 1979 года, с периода иранской революции. Две страны сблизились во время ирано-иракской войны, поскольку Китай был важным источником оружия для Ирана. Китай, будучи крупнейшим импортёром иранской нефти, помогает Тегерану обходить санкции США, получать доходы и тем самым финансировать про-иранские прокси-силы. 
Подписанный 25 марта 2021 года договор подразумевает сотрудничество между странами в двадцати различных областях, в том числе в области экономики, политики и культуры, а также в сфере военного сотрудничества и развития оборонной промышленности.
Ранее в этом году Китай выступил в защиту Ирана в начале марта 2021 года, обратившись к Соединённым Штатам Америке с просьбой об отмене санкций в отношении Ирана. Обращение было составлено главой китайского Министерства иностранных дел Ван И.

## Критика
Бывший наследник Имперского Государства Иран Реза Пехлеви, который до иранской революции был наследным принцем, критически высказался о подписанном соглашении, заявив, что подписание данного говора является предательством национальных интересов Ирана.